# RasenBallsport Leipzig 2023-2024
Questa voce raccoglie le informazioni riguardanti il RasenBallsport Leipzig nelle competizioni ufficiali della stagione 2023-2024.

## Maglie e sponsor
Lo sponsor tecnico per la stagione 2023-2024 è Nike.
| Casa | Trasferta |

## Rosa
Rosa e numerazione aggiornati al 10 gennaio 2024 
| N. |                               | Ruolo | Calciatore               |
| -- | ----------------------------- | ----- | ------------------------ |
| 1  | Ungheria (bandiera)           | P     | Péter Gulácsi (capitano) |
| 2  | Francia (bandiera)            | D     | Mohamed Simakan          |
| 3  | Germania (bandiera)           | D     | Christopher Lenz         |
| 4  | Ungheria (bandiera)           | D     | Willi Orbán              |
| 5  | Francia (bandiera)            | D     | El Chadaille Bitshiabu   |
| 6  | Macedonia del Nord (bandiera) | C     | Eljif Elmas              |
| 7  | Spagna (bandiera)             | C     | Dani Olmo                |
| 8  | Mali (bandiera)               | C     | Amadou Haidara           |
| 9  | Danimarca (bandiera)          | A     | Yussuf Poulsen           |
| 10 | Svezia (bandiera)             | C     | Emil Forsberg            |
| 11 | Germania (bandiera)           | A     | Timo Werner              |
| 13 | Austria (bandiera)            | C     | Nicolas Seiwald          |
| 14 | Austria (bandiera)            | C     | Christoph Baumgartner    |
| 16 | Germania (bandiera)           | D     | Lukas Klostermann        |
| 17 | Belgio (bandiera)             | A     | Loïs Openda              |

| N. |                        | Ruolo | Calciatore        |
| -- | ---------------------- | ----- | ----------------- |
| 18 | Portogallo (bandiera)  | C     | Fábio Carvalho    |
| 20 | Paesi Bassi (bandiera) | C     | Xavi Simons       |
| 21 | Germania (bandiera)    | P     | Janis Blaswich    |
| 22 | Germania (bandiera)    | D     | David Raum        |
| 23 | Francia (bandiera)     | D     | Castello Lukeba   |
| 24 | Austria (bandiera)     | C     | Xaver Schlager    |
| 25 | Germania (bandiera)    | P     | Leopold Zingerle  |
| 26 | Guinea (bandiera)      | C     | Ilaix Moriba      |
| 28 | Stati Uniti (bandiera) | D     | Caden Clark       |
| 30 | Slovenia (bandiera)    | A     | Benjamin Šeško    |
| 36 | Germania (bandiera)    | P     | Timo Schlieck     |
| 38 | Spagna (bandiera)      | A     | Hugo Novoa        |
| 38 | Germania (bandiera)    | C     | Nuha Jatta        |
| 39 | Germania (bandiera)    | D     | Benjamin Henrichs |
| 44 | Slovenia (bandiera)    | C     | Kevin Kampl       |
| 45 | Norvegia (bandiera)    | D     | Jonathan Norbye   |

## Calciomercato

### Sessione estiva[3]
| Acquisti         | Acquisti               | Acquisti               | Acquisti                  |
| R.               | Nome                   | da                     | Modalità                  |
| ---------------- | ---------------------- | ---------------------- | ------------------------- |
| A                | Loïs Openda            | Lens                   | definitivo (43 milioni €) |
| D                | Castello Lukeba        | Olympique Lione        | definitivo (30 milioni €) |
| C                | Christoph Baumgartner  | Hoffenheim             | definitivo (24 milioni €) |
| A                | Benjamin Sesko         | Salisburgo             | definitivo (24 milioni €) |
| C                | Nicolas Seiwald        | Salisburgo             | definitivo (20 milioni €) |
| D                | El Chadaille Bitshiabu | Paris Saint-Germain    | definitivo (15 milioni €) |
| D                | Christopher Lenz       | Eintracht Francoforte  | definitivo (1 milione €)  |
| P                | Leopold Zingerle       | Paderborn              | gratuito                  |
| C                | Xavi Simons            | Paris Saint-Germain    | prestito                  |
| C                | Fábio Carvalho         | Liverpool              | prestito                  |
| Altre operazioni |                        |                        |                           |
| R.               | Nome                   | a                      | Modalità                  |
| A                | Alexander Sørloth      | Real Sociedad          | fine prestito             |
| D                | Angeliño               | Hoffenheim             | fine prestito             |
| C                | Tom Krauß              | Schalke 04             | fine prestito             |
| A                | Hugo Novoa             | Basilea                | fine prestito             |
| C                | Ilaix Moriba           | Valencia               | fine prestito             |
| P                | Josep Martínez         | Genoa                  | fine prestito             |
| D                | Frederik Jäkel         | Arminia Bielefeld      | fine prestito             |
| P                | Tim Schreiber          | Holstein Kiel          | fine prestito             |
| A                | Fabrice Hartmann       | Sligo Rovers           | fine prestito             |
| A                | Mehmet Ibrahimi        | Eintracht Braunschweig | fine prestito             |

| Cessioni         | Cessioni           | Cessioni            | Cessioni                   |
| R.               | Nome               | a                   | Modalità                   |
| ---------------- | ------------------ | ------------------- | -------------------------- |
| D                | Joško Gvardiol     | Manchester City     | definitivo (90 milioni €)  |
| C                | Dominik Szoboszlai | Liverpool           | definitivo (70 milioni €)  |
| A                | Christopher Nkunku | Chelsea             | definitivo (60 milioni €)  |
| A                | Alexander Sørloth  | Villarreal          | definitivo (10 milioni €)  |
| C                | Tom Krauß          | Magonza             | definitivo (5 milioni €)   |
| P                | Josep Martínez     | Genoa               | definitivo (3,5 milioni €) |
| D                | Angeliño           | Galatasaray         | prestito (1,5 milioni €)   |
| D                | Marcel Halstenberg | Hannover 96         | definitivo (700 mila €)    |
| D                | Konrad Laimer      | Bayern Monaco       | gratuito                   |
| A                | Mehmet Ibrahimi    | Blau-Weiß Linz      | n.d                        |
| A                | André Silva        | Real Sociedad       | prestito                   |
| D                | Frederik Jäkel     | Elversberg          | prestito                   |
| P                | Tim Schreiber      | Saarbrücken         | prestito                   |
| D                | Sanoussy Ba        | LASK                | prestito                   |
| A                | Fabrice Hartmann   | Sligo Rovers        | prestito                   |
| P                | Orjan Nyland       |                     | svincolato                 |
| P                | Oskar Preil        |                     | svincolato                 |
| Altre operazioni |                    |                     |                            |
| R.               | Nome               | a                   | Modalità                   |
| D                | Abdou Diallo       | Paris Saint-Germain | fine prestito              |

### Sessione invernale(dal 2/1 al 31/1)
| Acquisti         | Acquisti    | Acquisti    | Acquisti                  |
| R.               | Nome        | da          | Modalità                  |
| ---------------- | ----------- | ----------- | ------------------------- |
| C                | Eljif Elmas | Napoli      | definitivo (25 milioni €) |
| Altre operazioni |             |             |                           |
| R.               | Nome        | da          | Modalità                  |
| D                | Angeliño    | Galatasaray | fine prestito             |

| Cessioni         | Cessioni       | Cessioni       | Cessioni                 |
| R.               | Nome           | a              | Modalità                 |
| ---------------- | -------------- | -------------- | ------------------------ |
| C                | Fábio Carvalho | Liverpool      | fine prestito            |
| C                | Ilaix Moriba   | Getafe         | prestito                 |
| A                | Timo Werner    | Tottenham      | prestito                 |
| A                | Hugo Novoa     | Villarreal B   | prestito                 |
| C                | Emil Forsberg  | N.Y. Red Bulls | definitivo (3 milioni €) |
| Altre operazioni |                |                |                          |
| R.               | Nome           | a              | Modalità                 |
| D                | Angeliño       | Roma           | prestito                 |

## Risultati

### Bundesliga

#### Girone di andata
| Arbitro: | Brych (Monaco di Baviera) |

|                                |           |                     |
| Frimpong 24’ Tah 35’ Wirtz 64’ | Marcatori | 39’ Olmo 71’ Openda |

| Arbitro: | Willenborg (Osnabrück) |

|                                                            |           |              |
| Henrichs 51’ Olmo 63’ Openda 66’ Kampl 74’ Xavi Simons 76’ | Marcatori | 35’ Guirassy |

| Arbitro: | Schlager (Hügelsheim) |

|  |           |                                |
|  | Marcatori | 51’ Xavi Simons 85’, 87’ Šeško |

| Arbitro: | Stegemann (Niederkassel) |

|                                    |           |  |
| Openda 7’ Xavi Simons 11’ Raum 27’ | Marcatori |  |

| Arbitro: | Schröder (Hannover) |

|  |           |            |
|  | Marcatori | 75’ Werner |

| Arbitro: | Fritz (Korb) |

|                       |           |                          |
| Openda 20’ Lukeba 26’ | Marcatori | 57’ (rig.) Kane 70’ Sané |

| Lipsia 7 ottobre 2023, ore 15:30 CEST 7ª giornata | RB Lipsia                    | 0 – 0 referto | Bochum | Red Bull Arena\| Arbitro: \| Gerach (Landau in der Pfalz) \| |
| Arbitro:                                          | Gerach (Landau in der Pfalz) |               |        |                                                              |

| Arbitro: | Osmers (Hannover) |

|                  |           |                             |
| Kempe 32’ (rig.) | Marcatori | 1’, 72’ Openda 24’ Forsberg |

| Arbitro: | Brand (Unterspiesheim) |

|                                                                          |           |  |
| Werner 15’ (rig.) Openda 40’, 45+3’ Raum 43’ Šeško 88’ Baumgartner 90+1’ | Marcatori |  |

| Arbitro: | Dankert (Rostock) |

|                               |           |  |
| Lee Jae-sung 76’ Barreiro 80’ | Marcatori |  |

| Arbitro: | Ittrich (Amburgo) |

|                                                  |           |            |
| Xavi Simons 6’ Openda 79’ (rig.) Baumgartner 80’ | Marcatori | 45+6’ Röhl |

| Arbitro: | Hartmann (Wangen im Allgäu) |

|                     |           |                |
| Wind 9’ Rogério 66’ | Marcatori | 52’ Y. Poulsen |

| Arbitro: | Dingert (Lebecksmühle) |

|                           |           |              |
| Openda 29’ Y. Poulsen 44’ | Marcatori | 45+2’ Gimber |

| Arbitro: | Jablonski (Brema) |

|                           |           |                                                        |
| Süle 45+6’ Füllkrug 90+3’ | Marcatori | 32’ (aut.) Bensebaini 54’ Baumgartner 90+1’ Y. Poulsen |

| Arbitro: | Schröder (Hannover) |

|                                          |           |           |
| Klostermann 34’ Forsberg 70’ Simakan 74’ | Marcatori | 42’ Kabak |

| Arbitro: | Reichel (Stoccarda) |

|             |           |            |
| Njinmah 75’ | Marcatori | 47’ Openda |

| Arbitro: | Willenborg (Osnabrück) |

|  |           |           |
|  | Marcatori | 7’ Knauff |

#### Girone di ritorno
| Arbitro: | Jöllenbeck (Friburgo in Brisgovia) |

|                           |           |                                  |
| Xavi Simons 7’ Openda 56’ | Marcatori | 47’ Tella 63’ Tah 90+1’ Hincapié |

| Arbitro: | Jablonski (Brema) |

|                                                    |           |                      |
| Millot 25’ (rig.) Undav 30’, 56’, 75’ Leweling 48’ | Marcatori | 32’ Šeško 55’ Openda |

| Arbitro: | Fritz (Korb) |

|                      |           |  |
| Openda 11’ Šeško 48’ | Marcatori |  |

| Arbitro: | Brand (Unterspiesheim) |

|                         |           |                      |
| Tietz 35’ Demirović 60’ | Marcatori | 39’ Openda 52’ Šeško |

| Arbitro: | Storks (Rasdorf) |

|                            |           |  |
| Xavi Simons 14’ Openda 57’ | Marcatori |  |

| Arbitro: | Stegemann (Niederkassel) |

|                 |           |           |
| Kane 56’, 90+1’ | Marcatori | 70’ Šeško |

| Arbitro: | Osmers (Hannover) |

|           |           |                                                      |
| Wittek 7’ | Marcatori | 30’ Olmo 68’ Openda 68’ (aut.) Ordets 72’ Y. Poulsen |

| Arbitro: | Hartmann (Wangen im Allgäu) |

|                                     |           |  |
| Isherwood 3’ (aut.) Baumgartner 50’ | Marcatori |  |

| Arbitro: | Badstübner (Norimberga) |

|             |           |                                                            |
| Adamyan 18’ | Marcatori | 15’ Xavi Simons 63’, 67’ Openda 70’ Haidara 82’ Y. Poulsen |

| Lipsia 30 marzo 2024, ore 15:30 CET 27ª giornata | RB Lipsia              | 0 – 0 referto | Magonza | Red Bull Arena (40 000 spett.)\| Arbitro: \| Willenborg (Osnabrück) \| |
| Arbitro:                                         | Willenborg (Osnabrück) |               |         |                                                                        |

| Arbitro: | Siebert (Berlino) |

|           |           |                                      |
| Grifo 59’ | Marcatori | 2’ Haidara 18’, 44’ Openda 54’ Šeško |

| Arbitro: | Dingert (Lebecksmühle) |

|                               |           |  |
| Olmo 13’ Šeško 68’ Openda 82’ | Marcatori |  |

| Arbitro: | Welz (Wiesbaden) |

|             |           |                      |
| Dovedan 69’ | Marcatori | 42’ Šeško 85’ Openda |

| Arbitro: | Aytekin (Oberasbach) |

|                                                    |           |            |
| Openda 23’ Šeško 45+2’ Simakan 46’ Baumgartner 80’ | Marcatori | 20’ Sancho |

| Arbitro: | Osmers (Hannover) |

|              |           |           |
| Kramarić 90’ | Marcatori | 38’ Šeško |

| Arbitro: | Stegemann (Niederkassel) |

|           |           |                    |
| Šeško 11’ | Marcatori | 36’ (aut.) Seiwald |

| Arbitro: | Zwayer (Berlino) |

|                                 |           |                                  |
| Ekitike 60’ Marmoush 77’ (rig.) | Marcatori | 42’ (rig.) Xavi Simons 46’ Šeško |

### DFB-Pokal
| Arbitro: | Robert Hartmann (Wangen) |

|                  |           |                            |
| Prtajin 41’, 73’ | Marcatori | 7’ Forsberg 18’, 70’ Šeško |

| Arbitro: | Badstubner (Norimberga) |

|           |           |  |
| Černý 14’ | Marcatori |  |

### Champions League

#### Fase a gironi
| Arbitro: | Enea Jorgji |

|          |           |                                     |
| Elia 33’ | Marcatori | 3’ Simakan 74’ Schlager 90+2’ Šeško |

| Arbitro: | Artur Soares Dias |

|            |           |                                  |
| Openda 48’ | Marcatori | 25’ Foden 84’ Álvarez 90+2’ Doku |

| Arbitro: | José María Sánchez Martínez |

|                              |           |              |
| Raum 48’ Simons 59’ Olmo 84’ | Marcatori | 70’ Stamenic |

| Arbitro: | Daniele Orsato |

|                     |           |                      |
| Henrichs 81’ (aut.) | Marcatori | 8’ Simons 77’ Openda |

| Arbitro: | Glenn Nyberg |

|                                   |           |                 |
| Haaland 54’ Foden 70’ Álvarez 87’ | Marcatori | 13’, 33’ Openda |

| Arbitro: | Manfredas Lukjančukas |

|                        |           |            |
| Šeško 51’ Forsberg 56’ | Marcatori | 53’ Colley |

#### Fase a eliminazione diretta

##### Ottavi di finale
| Arbitro: | Irfan Peljto |

|  |           |          |
|  | Marcatori | 48’ Díaz |

| Arbitro: | Massa |

|              |           |           |
| Vinícius 65’ | Marcatori | 68’ Orban |

### Supercoppa di Germania
| Arbitro: | Bastian Dankert (Rostock) |

|  |           |                          |
|  | Marcatori | 3’, 44’, 68’ (rig.) Olmo |

## Statistiche finali

### Statistiche di squadra
| Competizione           | Punti | In casa | In casa | In casa | In casa | In casa | In casa | In trasferta | In trasferta | In trasferta | In trasferta | In trasferta | In trasferta | Totale | Totale | Totale | Totale | Totale | Totale | DR  |
| Competizione           | Punti | G       | V       | N       | P       | Gf      | Gs      | G            | V            | N            | P            | Gf           | Gs           | G      | V      | N      | P      | Gf     | Gs     | DR  |
| ---------------------- | ----- | ------- | ------- | ------- | ------- | ------- | ------- | ------------ | ------------ | ------------ | ------------ | ------------ | ------------ | ------ | ------ | ------ | ------ | ------ | ------ | --- |
| Bundesliga             | 65    | 17      | 11      | 4       | 2       | 40      | 12      | 17           | 8            | 4            | 5            | 37           | 27           | 34     | 19     | 8      | 7      | 77     | 39     | +38 |
| Coppa di Germania      | -     | -       | -       | -       | -       | -       | -       | 2            | 1            | 0            | 1            | 3            | 3            | 2      | 1      | 0      | 1      | 3      | 3      | 0   |
| Champions League       | 12    | 4       | 2       | 0       | 2       | 6       | 6       | 4            | 2            | 1            | 1            | 8            | 6            | 8      | 4      | 1      | 3      | 14     | 12     | +2  |
| Supercoppa di Germania | -     | -       | -       | -       | -       | -       | -       | 1            | 1            | 0            | 0            | 3            | 0            | 1      | 1      | 0      | 0      | 3      | 0      | +3  |
| Totale                 | -     | 21      | 13      | 4       | 4       | 46      | 18      | 24           | 12           | 5            | 7            | 51           | 36           | 45     | 26     | 9      | 10     | 97     | 54     | +43 |

### Andamento in campionato
| Giornata  | 1  | 2 | 3 | 4 | 5 | 6 | 7 | 8 | 9 | 10 | 11 | 12 | 13 | 14 | 15 | 16 | 17 | 18 | 19 | 20 | 21 | 22 | 23 | 24 | 25 | 26 | 27 | 28 | 29 | 30 | 31 | 32 | 33 | 34 |
| --------- | -- | - | - | - | - | - | - | - | - | -- | -- | -- | -- | -- | -- | -- | -- | -- | -- | -- | -- | -- | -- | -- | -- | -- | -- | -- | -- | -- | -- | -- | -- | -- |
| Luogo     | T  | C | T | C | T | C | C | T | C | T  | C  | T  | C  | T  | C  | T  | C  | C  | T  | C  | T  | C  | T  | T  | C  | T  | C  | T  | C  | T  | C  | T  | C  | T  |
| Risultato | P  | V | V | V | V | N | N | V | V | P  | V  | P  | V  | V  | V  | N  | V  | P  | P  | V  | N  | V  | P  | V  | V  | V  | N  | V  | V  | V  | V  | N  | N  | N  |
| Posizione | 11 | 8 | 4 | 3 | 4 | 5 | 6 | 5 | 5 | 5  | 4  | 5  | 4  | 4  | 3  | 4  | 4  | 4  | 5  | 5  | 5  | 5  | 5  | 5  | 5  | 5  | 5  | 4  | 4  | 4  | 4  | 4  | 4  | 4  |

Fonte:  Bundesliga - Tabelle, su bundesliga.com.
Legenda:

Luogo: C = Casa; T = Trasferta. Risultato: V = Vittoria; N = Pareggio; P = Sconfitta.

### Statistiche dei giocatori
Sono in corsivo i calciatori che hanno lasciato la società a stagione in corso.
| Giocatore      | Bundesliga | Bundesliga | Bundesliga  | Bundesliga | Coppa di Germania | Coppa di Germania | Coppa di Germania | Coppa di Germania | Champions League | Champions League | Champions League | Champions League | Supercoppa di Germania | Supercoppa di Germania | Supercoppa di Germania | Supercoppa di Germania | Totale   | Totale | Totale      | Totale     |
| Giocatore      | Presenze   | Reti       | Ammonizioni | Espulsioni | Presenze          | Reti              | Ammonizioni       | Espulsioni        | Presenze         | Reti             | Ammonizioni      | Espulsioni       | Presenze               | Reti                   | Ammonizioni            | Espulsioni             | Presenze | Reti   | Ammonizioni | Espulsioni |
| -------------- | ---------- | ---------- | ----------- | ---------- | ----------------- | ----------------- | ----------------- | ----------------- | ---------------- | ---------------- | ---------------- | ---------------- | ---------------------- | ---------------------- | ---------------------- | ---------------------- | -------- | ------ | ----------- | ---------- |
| C. Baumgartner | 32         | 5          | 3           | 0          | 2                 | 0                 | 0                 | 0                 | 6                | 0                | 0                | 0                | 0                      | 0                      | 0                      | 0                      | 40       | 5      | 3           | 0          |
| J. Blaswich    | 21         | -30        | 0           | 0          | 0                 | -0                | 0                 | 0                 | 5                | -9               | 0                | 0                | 1                      | 0                      | 0                      | 0                      | 27       | -39    | 0           | 0          |
| E. Bitshiabu   | 6          | 0          | 0           | 0          | 0                 | 0                 | 0                 | 0                 | 0                | 0                | 0                | 0                | 0                      | 0                      | 0                      | 0                      | 6        | 0      | 0           | 0          |
| F. Carvalho    | 9          | 0          | 0           | 0          | 2                 | 0                 | 0                 | 0                 | 3                | 0                | 0                | 0                | 1                      | 0                      | 0                      | 0                      | 15       | 0      | 0           | 0          |
| E. Forsberg    | 14         | 2          | 0           | 0          | 1                 | 1                 | 0                 | 0                 | 6                | 1                | 1                | 0                | 1                      | 0                      | 0                      | 0                      | 22       | 4      | 1           | 0          |
| E. Elmas       | 14         | 0          | 0           | 0          | 0                 | 0                 | 0                 | 0                 | 2                | 0                | 0                | 0                | -                      | -                      | -                      | -                      | 16       | 0      | 0           | 0          |
| P. Gulácsi     | 13         | -9         | 0           | 0          | 2                 | -2                | 0                 | 0                 | 3                | -2               | 0                | 0                | 0                      | 0                      | 0                      | 0                      | 18       | -13    | 0           | 0          |
| A. Haidara     | 21         | 2          | 4           | 0          | 1                 | 0                 | 0                 | 0                 | 5                | 0                | 0                | 0                | 0                      | 0                      | 0                      | 0                      | 27       | 2      | 4           | 0          |
| B. Henrichs    | 33         | 1          | 5           | 0          | 2                 | 0                 | 0                 | 0                 | 6                | 0                | 2                | 0                | 1                      | 0                      | 0                      | 0                      | 42       | 1      | 7           | 0          |
| N. Jatta       | 1          | 0          | 0           | 0          | 0                 | 0                 | 0                 | 0                 | 0                | 0                | 0                | 0                | 0                      | 0                      | 0                      | 0                      | 1        | 0      | 0           | 0          |
| K. Kampl       | 26         | 1          | 2           | 0          | 2                 | 0                 | 0                 | 0                 | 7                | 0                | 1                | 0                | -                      | -                      | -                      | -                      | 35       | 1      | 3           | 0          |
| L. Klostermann | 25         | 1          | 3           | 0          | 2                 | 0                 | 0                 | 0                 | 6                | 0                | 0                | 0                | 1                      | 0                      | 0                      | 0                      | 34       | 1      | 3           | 0          |
| C. Lenz        | 5          | 0          | 0           | 0          | 1                 | 0                 | 0                 | 0                 | 2                | 0                | 1                | 0                | -                      | -                      | -                      | -                      | 8        | 0      | 1           | 0          |
| C. Lukeba      | 32         | 1          | 2           | 0          | 2                 | 0                 | 1                 | 0                 | 7                | 0                | 1                | 0                | -                      | -                      | -                      | -                      | 41       | 1      | 4           | 0          |
| J. Norbye      | 1          | 0          | 0           | 0          | 0                 | 0                 | 0                 | 0                 | 0                | 0                | 0                | 0                | 0                      | 0                      | 0                      | 0                      | 1        | 0      | 0           | 0          |
| D. Olmo        | 21         | 4          | 0           | 0          | 0                 | 0                 | 0                 | 0                 | 3                | 1                | 0                | 0                | 1                      | 3                      | 1                      | 0                      | 25       | 8      | 1           | 0          |
| L. Openda      | 34         | 24         | 3           | 0          | 2                 | 0                 | 1                 | 0                 | 8                | 4                | 0                | 0                | 1                      | 0                      | 0                      | 0                      | 45       | 28     | 4           | 0          |
| W. Orban       | 19         | 0          | 2           | 0          | 0                 | 0                 | 0                 | 0                 | 2                | 0                | 1                | 0                | 1                      | 0                      | 0                      | 0                      | 22       | 0      | 3           | 0          |
| Y. Poulsen     | 28         | 5          | 0           | 0          | 2                 | 0                 | 2                 | 1                 | 7                | 0                | 2                | 0                | 1                      | 0                      | 0                      | 0                      | 38       | 5      | 4           | 1          |
| D. Raum        | 31         | 2          | 6           | 0          | 1                 | 0                 | 0                 | 0                 | 7                | 1                | 2                | 0                | 1                      | 0                      | 0                      | 0                      | 40       | 3      | 8           | 0          |
| X. Schlager    | 29         | 0          | 7           | 0          | 2                 | 0                 | 1                 | 0                 | 8                | 1                | 2                | 0                | 1                      | 0                      | 0                      | 0                      | 40       | 1      | 10          | 0          |
| N. Seiwald     | 21         | 0          | 1           | 0          | 1                 | 0                 | 0                 | 0                 | 4                | 0                | 0                | 0                | 1                      | 0                      | 0                      | 0                      | 27       | 0      | 1           | 0          |
| B. Šeško       | 31         | 14         | 0           | 0          | 2                 | 2                 | 0                 | 0                 | 8                | 2                | 1                | 0                | 1                      | 0                      | 0                      | 0                      | 42       | 18     | 1           | 0          |
| M. Simakan     | 33         | 2          | 9           | 0          | 2                 | 0                 | 1                 | 0                 | 7                | 1                | 3                | 0                | 1                      | 0                      | 0                      | 0                      | 43       | 3      | 13          | 0          |
| X. Simons      | 31         | 8          | 10          | 1          | 2                 | 0                 | 0                 | 0                 | 8                | 2                | 1                | 0                | 1                      | 0                      | 0                      | 0                      | 42       | 10     | 11          | 1          |
| T. Werner      | 8          | 2          | 0           | 0          | 1                 | 0                 | 0                 | 0                 | 4                | 0                | 0                | 0                | 1                      | 0                      | 0                      | 0                      | 14       | 2      | 0           | 0          |